# Paradichostathes
Paradichostathes is een kevergeslacht uit de familie van de boktorren (Cerambycidae). De wetenschappelijke naam van het geslacht werd voor het eerst geldig gepubliceerd in 1969 door Breuning.

## Soorten
Paradichostathes omvat de volgende soorten:
- Paradichostathes angolensis (Breuning, 1978)
- Paradichostathes curticornis (Breuning, 1956)
- Paradichostathes ghanaensis (Breuning, 1978)